# Hertigdömet Pfalz-Zweibrücken
För andra betydelser, se Pfalz-Zweibrücken.
Pfalz-Zweibrücken är ett historiskt hertigdöme i sydvästra Tyskland, huvudsakligen beläget i södra delen av det som sedan 1946 är förbundslandet Rheinland-Pfalz. Huvudstad var Zweibrücken. Hertigarnas titel var pfalzgreve vid Rhen.

## Territoriet och regenterna
När kurfurstendömet Pfalz delades 1410 bildade Pfalz-Zweibrücken och Pfalz-Simmern ett gemensamt hertigdöme, som delades i två 1453. År 1731 införlivades Pfalz-Zweibrücken med Pfalz-Birkenfeld. Detta hertigdöme bestod till 1799, då det införlivades med Bayern.
År 1604 delades hertigdömet mellan hertig Johan I:s (även Johann der Hinkende, ”Johan den äldre”) tre söner. Huvuddelen tillföll äldste sonen Johan II (även Johann der Jüngere, ”Johan den yngre”). Landsberg am Lech i Bayern tillföll mellanbrodern Fredrik Kasimir (1585–1645), medan Kleeburg i Elsass tillföll yngste brodern Johan Kasimir, far till Sveriges kung Karl X Gustav.
Under 1661 återförenades Landsberg med Pfalz-Zweibrücken. Andra områden som historiskt förknippats med Pfalz-Zweibrücken är Grevskapet Sponheim, Veldenz och Neuburg: 1559 införlivades en del av grevskapet Sponheim i norra Rheinland-Pfalz. Perioden 1453–1543 hörde grevskapet Veldenz i västra Rheinland-Pfalz hit och 1557–1569 även det senare hertigdömet Pfalz-Neuburg i Bayern.
När hertig Fredrik Ludvig (1619-1681) dog, ärvdes hertigdömet av Sveriges kung Karl XI. (Den barnlöse Fredrik Ludvig var brorson till Johan Kasimir och Johan II och således kusin till Karl X Gustav.)

## Fransk ockupation och personalunion med Sverige
Perioden 1671–1693 var hertigdömet ockuperat av Frankrike. Ockupationen var en historia i utkanten av de invecklade storpolitiska alliansförhandlingar och -förskjutningar som ägde rum alltifrån det så kallade devolutionskriget 1667–1668 över fransk-nederländska kriget 1672–1678 och skånska kriget 1675–1679 och fram till det pfalziska tronföljdskriget 1688–1697.
Under denna tid hade Sverige omväxlande varit del av (det första) Rhenförbundet 1658–1668 (franska Alliance du Rhin / ty Rheinischer Bund); trippelalliansen med England och Nederländerna, bildad 1668; en kvadrupelallians med Frankrike, England och Bayern 1672–1678 och en annan med Nederländerna, Tysk-romerska riket och Spanien 1681–1682; och slutligen Augsburgska alliansen (även Augsburgska ligan; Stora alliansen) med England, Tysk-romerska riket, Spanien och Savojen 1688–1697.
Under den franska ockupationen drogs Pfalz-Zweibrücken in i den franska reunionspolitiken 1679–1682 (franska politique des réunions), där man i särskilda reunionskamrar (franska chambres de réunions) försökte bevisa att de annexioner landet gjort utöver vad som medgetts i Westfaliska freden 1648 och frederna i Nijmegen 1678–1679 rätteligen var franska territorier. En utdragen rättslig process där Kristian II av Pfalz-Zweibrücken-Birkenfeld företrädde Sverige slutade 1697 med att hertigdömet återgick till Karl XI.
Efter den franska ockupationen styrdes Pfalz-Zweibrücken av en svensk guvernör. Guvernören 1697–1707, greve Gabriel Turesson Oxenstierna, uppsatte Fredrik I av Pfalz-Zweibrückens (1616-1661) dotter, Charlotte Friederike (1653–1712), som svenske kungens ställföreträdare. Charlotte Friederike beskrivs som klok och begåvad, och under hennes regeringstid repade sig landet efter den franska ockupationen.
Åren 1714–1718 var Henning von Stralenheim generalguvernör samtidigt som hertigdömet till 1720 var hemvist för den tidigare polske kungen Stanisław Leszczyński under svenskt beskydd. När kung Karl XII dog, upphörde personalunionen med Sverige och Gustav Samuel Leopold blev hertig. (Gustav Samuel var sonson till Johan Kasimir och därmed kusin till Karl XI och kusinbarn till Fredrik Ludwig.)

## Regentlängd 1569–1797
- Johan I (1550–1604), hertig 1569–1604
- Johan II (1584–1635), hertig 1604–1635, son till Johan I
- Fredrik I (1616–1661), hertig 1635–1661, son till Johan II
- Fredrik II Ludvig (1619–1681), hertig 1661–1681, sonson till Johan I
- Karl I (Karl XI av Sverige, 1655–1697), hertig 1681–1697, sonsonson till Johan I
- Karl II (Karl XII av Sverige, 1682–1718), hertig 1697–1718, son till Karl I
- Gustav Samuel Leopold (1670–1731), hertig 1718–1731, sonsonson till Johan I och brorson till Karl X Gustav av Sverige
- Interregnum 1731–1734
- Kristian III (1674–1735), hertig 1734–1735, brorsons sonson till Johan I
- Kristian IV (1722–1775), hertig 1735–1775, son till Kristian III
- Karl III August (1746–1795), hertig 1775–1795, brorson till Kristian IV
- Maximilian Josef (1756–1825), hertig 1795–1797, bror till Karl III August